# Euphrasia tranzschelii
Euphrasia tranzschelii är en snyltrotsväxtart som beskrevs av Juzepczuk. Euphrasia tranzschelii ingår i släktet ögontröster, och familjen snyltrotsväxter. Inga underarter finns listade i Catalogue of Life.